# STS-93
STS-93 — космический полёт MTKK «Колумбия» по программе  «Спейс Шаттл» (95-й полёт программы и 26-й полёт для шаттла «Колумбия»). Основной задачей полёта было выведение на орбиту Космической рентгеновской обсерватории «Чандра».
Дата запуска AXAF и старта STS-93 неоднократно откладывалась и переносилась. Запланированная на август 1998 года — перенесена на конец года из-за задержек на этапе сборки, затем на несколько недель из-за «плохой проводимости» между слоями печатных плат (но таким образом, стартовое время совпало с запуском STS-96, и STS-93 был перенесён на лето). После двух неудачных попыток, старт «Колумбии» состоялся 23 июля 1999 года.

## Экипаж
В экипаже шаттла четверо американских и один французский астронавт. Впервые командиром экипажа выступила женщина.
- (НАСА): Айлин Коллинз (3)[7] — командир;
- (НАСА): Джеффри Эшби (1) — пилот;
- (НАСА): Кэтрин Коулмэн (2) — специалист полёта-1;
- (НАСА): Стивен Хоули (5) — специалист полёта-2, бортинженер;
- (CNES): Мишель Тонини[8] (2) — специалист полёта-3.

## Параметры полёта
- Масса аппарата
  - при старте — 122 536 кг;
  - при посадке — 99 783 кг;
- Грузоподъёмность — 22 781 кг;
- Наклонение орбиты — 28,5°;
- Период обращения — 90,0 мин;
- Перигей — 260 км;
- Апогей — 280 км.

Авторитетный американский космический эксперт из Гарвард-Смитсоновского центра астрофизики Джонатан МакДауэлл в очередном номере своего «Космического репорта» (англ. Jonathan's Space Report или JSR) заявил, что официальные данные о стартовой и посадочной массах STS-93 некорректны. Согласно его оценкам, стартовая масса действительно могла быть 122536 кг (таким образом, она является наибольшей за 19 лет полётов), но при заявленной грузоподъёмности не понятно, куда делись топливо, израсходованное на маневрирование при выведении, коррекции и сходе с орбиты, масса сброшенных за борт отходов.

## Чандра

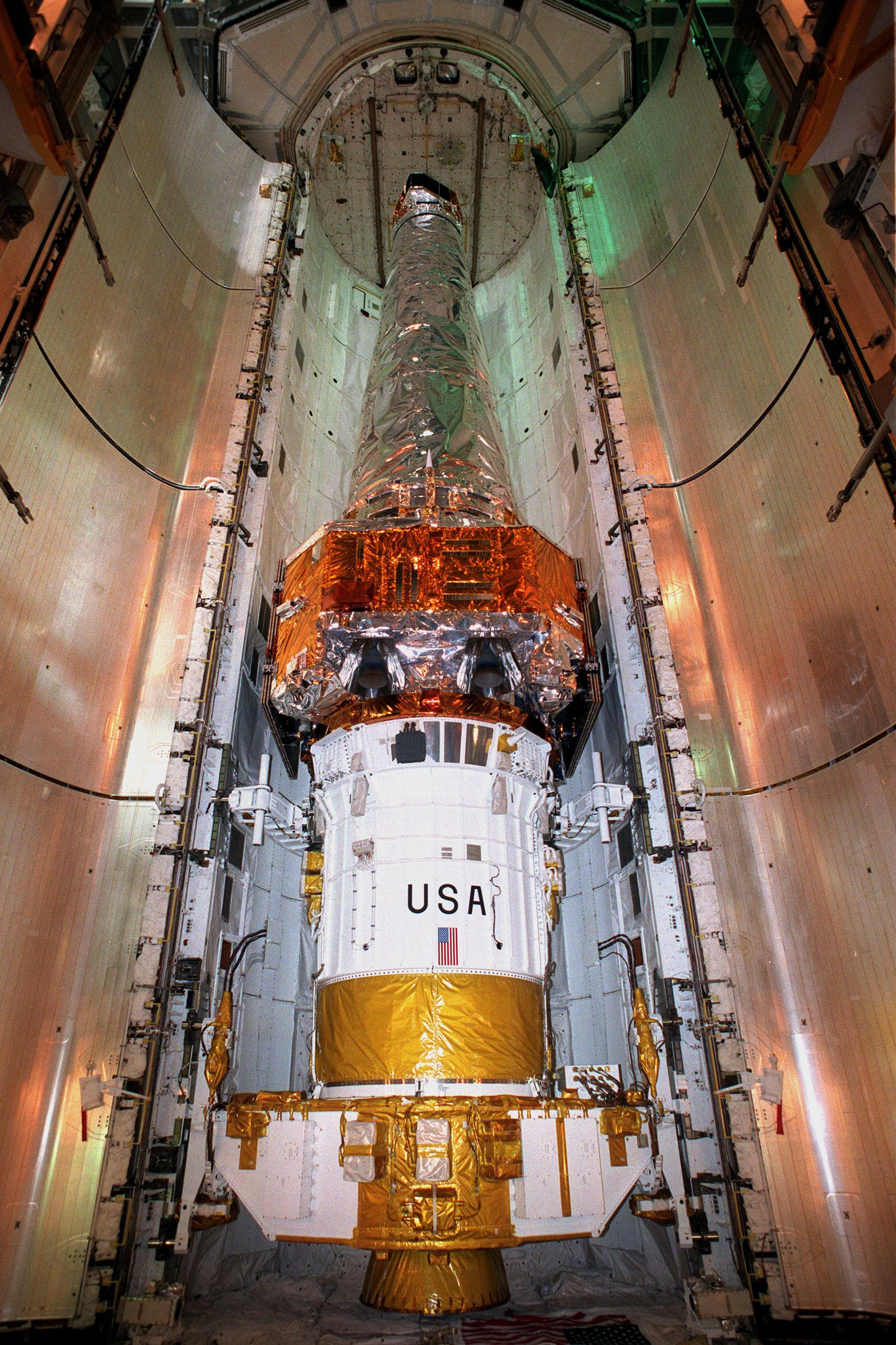
Обсерватория «Чандра» с разгонным блоком (IUS) в
грузовом отсеке «Колумбии», 17 июля 1999 года.

Космическая рентгеновская обсерватория «Чандра» (20 лет обсерватория была известна под именем AXAF, а 21 декабря 1998 года была официально переименована в честь астрофизика Субраманьяна Чандрасекара) является самым мощным рентгеновским телескопом в мире и занимает третье место в серии «Больших обсерваторий» НАСА (первые два места занимают «Хаббл» и гамма-обсерватория Комптона соответственно).
Создание чувствительного рентгеновского телескопа было задумано в 1976 году, однако само проектирование AXAF (англ. Advanced X-Ray Astrophysics Facility) начато только в 1978 году. За 20 лет проект претерпел изменения (в 1992 году, с целью уменьшения затрат, проект AXAF был разделён на два меньших по размеру КА), окончательная сборка была завершена 4 марта 1998 года. КА «Чандра» имеет длину 11,8 м и диаметр — 4,27 м. Сухая масса 4 790 кг (полная — 5 865 кг, включая 977 кг топлива для бортовой двигательной установки и 4,5 кг газа для её наддува). Аппарат состоит из трёх основных компонентов: служебного борта, модуля научных приборов и телескопа.
Под руководством заказчика, Космического центра Маршалла (MSFC), для управления и контроля над работой обсерватории в составе Смитсонианской астрофизической обсерватории в Кембридже (штат Массачусетс) были созданы специальный научный центр AXAF (англ. AXAF Science Center, ASC) и центр управления операциями (англ. Operations Control Center, OCC). Вместе ASC и OCC образуют единый Центр рентгеновской обсерватории Чандра (англ. Chandra X-Ray Observatory Center, CXC).
Отделение «Чандра» произошло 23 июля в 11:47 UTC, и в 13:47 КА успешно вышел на орбиту.